# مریخی

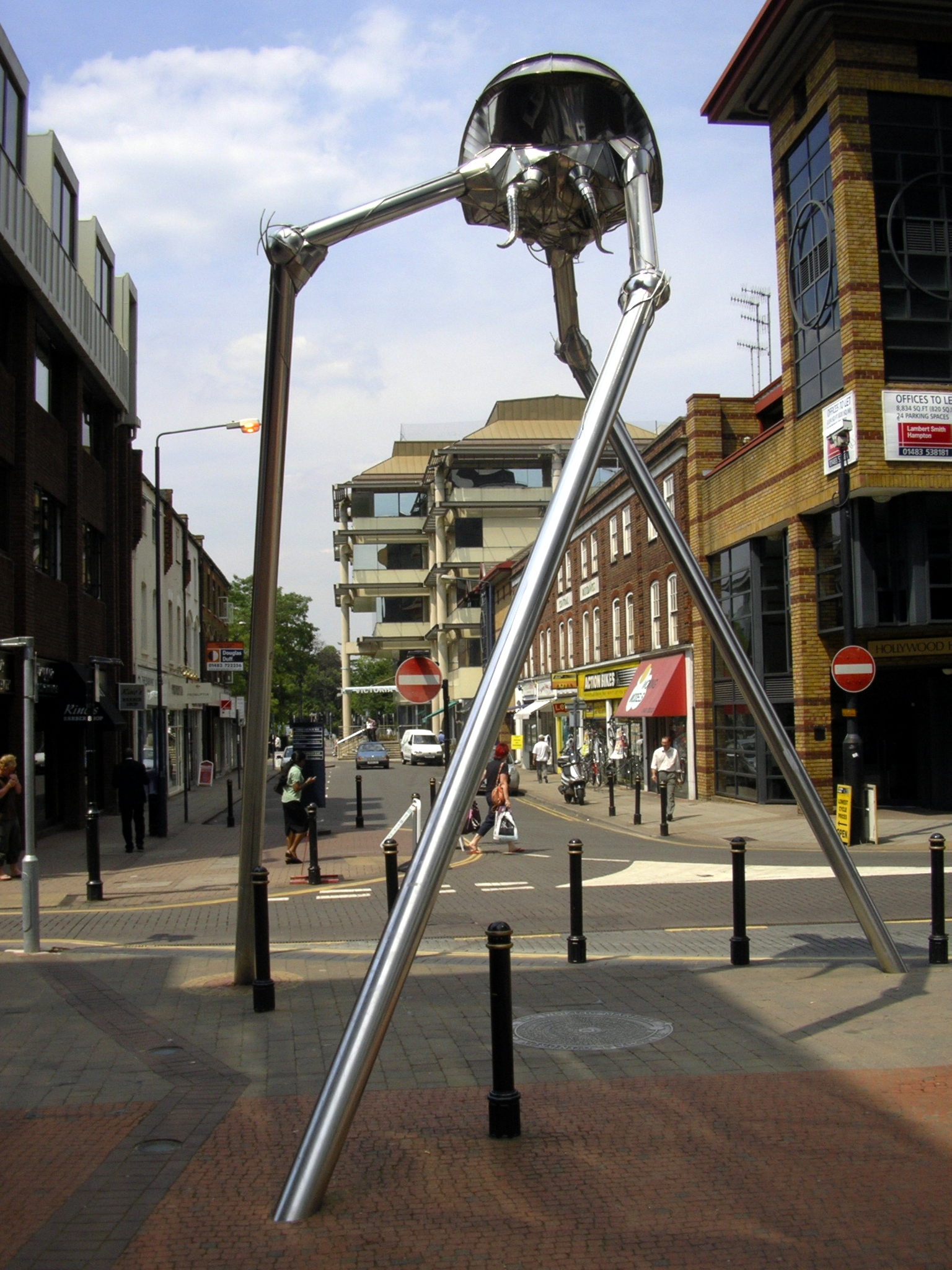
مجسمه سه پایه مریخی ولزیان در شهر وودکینگ

مریخی ساکن بومی سیارهٔ مریخ است. از آنجا که هیچ شاهد موثقی در حال حاضر برای وجود حیات بر مریخ وجود ندارد، همهٔ مریخی‌ها تاکنون مخلوقاتی تخیلی هستند. در داستان‌های علمی تخیلی لفظ مریخی می‌تواند به کلونی انسانی متولد و پرورده بر مریخ باشد.

## در ادبیات
- در جنگ دنیاها مریخی‌ها باستانی و پیشرفته‌اند.